# 臨長海道
臨長海道，清朝末年到民国初期设置的道，属于奉天省。
全称分巡奉天臨長海等处地方兵备道。宣统元年（1909年）三月设立臨長海道，驻临江县，管辖长白府（治今吉林省长白朝鲜族自治县长白镇）、海龙府（治今吉林省梅河口市海龙镇）、辉南厅（治今吉林省辉南县抚民镇），和兴京府的临江县（治今吉林省临江市）、辑安县（治今吉林省集安市）、通化县（治今吉林省通化市）。